# Pseudantheraea arenosa
Pseudantheraea arenosa är en fjärilsart som beskrevs av Alpheus Spring Packard 1914. Pseudantheraea arenosa ingår i släktet Pseudantheraea och familjen påfågelsspinnare. Inga underarter finns listade i Catalogue of Life.